# Municipio de Borgholm (Suecia)
El municipio de Borgholm (en sueco: Borgholms kommun) es un municipio en la provincia de Kalmar, al sur de Suecia. Su sede se encuentra en la ciudad de Borgholm. El municipio actual se formó en 1971 cuando la ciudad de Borgholm se fusionó con Ölands-Åkerbo en la parte norte de la isla de Öland.

## Localidades
Hay 5 áreas urbanas (tätort) en el municipio:
| # | Tätort     | Población |
| - | ---------- | --------- |
| 1 | Borgholm   | 3,093     |
| 2 | Köpingsvik | 609       |
| 3 | Löttorp    | 455       |
| 4 | Rälla      | 440       |
| 5 | Björkviken | 243       |

## Ciudades hermanas
Borgholm está hermanado o tiene tratado de cooperación con:
- Korsnäs, Finlandia
- Rockford, Estados Unidos
- Zelenogradsk, Rusia
- Łeba, Polania